# Roche-d'Agoux
Roche-d'Agoux är en kommun i departementet Puy-de-Dôme i regionen Auvergne-Rhône-Alpes i centrala Frankrike. Kommunen ligger i kantonen Pionsat som tillhör arrondissementet Riom. År 2022 hade Roche-d'Agoux 114 invånare.

## Befolkningsutveckling
Antalet invånare i kommunen Roche-d'Agoux
| Referens: INSEE |